# Østerågade
Østerågade er en gade i Aalborg Centrum. Østerågade følger Østerås udløb i Limfjorden, hvor Østerå tidligere var fritlagt. I 1874 blev Østerås sydlige del overdækket og i 1897 blev den nordlige del langs Østerågade ligeledes overdækket. I dag fungerer gaden som en kombineret bus- og gågade og en stor del af Aalborgs bybusser stopper i gaden.
Krydset Nytorv/Østerågade i Nytorvs vestlige ende har et torvelignende udseende og regnes af mange for Aalborgs mest centrale sted. 
I nord ender Østerågade ved Toldbod Plads/Ved Stranden mod syd ender Østerågade i Boulevarden. Mod vest er der forbindelse til Bispensgade og mod øst til Nytorv. Østerågade er præget af en række blandede butikker, restaurationer og liberale erhverv. 